# Conservatoire de musique de la Nouvelle-Angleterre
Le conservatoire de musique de la Nouvelle-Angleterre (en anglais New England Conservatory of Music, en abrégé NEC) à Boston, dans le Massachusetts, est la plus vieille école privée de musique des États-Unis.